# Cyrtandra tohiveaensis
Cyrtandra tohiveaensis är en tvåhjärtbladig växtart som beskrevs av Margaret Clark Gillett. Cyrtandra tohiveaensis ingår i släktet Cyrtandra och familjen Gesneriaceae. Inga underarter finns listade i Catalogue of Life.